# Hadena musculina
Hadena musculina är en fjärilsart som beskrevs av Otto Staudinger 1891. Hadena musculina ingår i släktet Hadena och familjen nattflyn. Inga underarter finns listade i Catalogue of Life.